# Ribeirão Formiga Grande
Ribeirão Formiga Grande (portugisiska: Rio Formiga) är ett vattendrag i Brasilien.   Det ligger i delstaten Tocantins, i den centrala delen av landet, 500 km norr om huvudstaden Brasília.
Omgivningarna runt Ribeirão Formiga Grande är huvudsakligen savann. Trakten runt Ribeirão Formiga Grande är nära nog obefolkad, med mindre än två invånare per kvadratkilometer.